# Thongmixai
Thongmixai es un distrito de la provincia de Sainyabuli, Laos. A 1 de marzo de 2015 tenía una población censada de 8572 habitantes.
Se encuentra ubicado al noroeste del país, junto al río Mekong y la frontera con Tailandia.